# Чеповичи
Чеповичи (также встречается вариант Чоповичи; укр. Чоповичі) — грузовая железнодорожная станция Коростеньской дирекции Юго-Западной железной дороги. Расположена на участке Коростень — Киев-Волынский между остановочными пунктами Мелени и 130 км. Нахождение: село Пристанционное, Коростенский район, Житомирская область, Украина.
Операции:
- продажа пасс. билетов.
- приём, выдача багажа
- пр/выд. поваг. и мелк. отправок (подъездн. пути)
- приём и выдача грузов повагонными и мелкими отправками, загружаемых целыми вагонами, только на подъездных путях и местах необщего пользования.[4]

От расположенной вблизи станции одноимённой автобусной остановки осуществляется регулярное движение автобусов по маршрутам Житомир — станция Чеповичи (рейсы № № 1470 и 1474), Житомир — Малин (рейс № 961) и Житомир — Савлуки (рейс № 1503).

## История
Названа по селу Чеповичи (сейчас Чоповичи), на расстоянии около 3,5 км к северу от которого в 1902 году была построена станция Киево-Ковельской железной дороги.
Упомянута в энциклопедии Брокгауза и Ефрона:
Чеповичи (Чоповичи) — село Киевской губернии, Радомысльского уезда, при впадении реки Перегорща и реки Чеповки в реку Иршу. Все жители считаются дворянами, но живут как крестьяне; до 1839 г. они были униатами. Вблизи два древних городища. 5487 жителей, занимающихся земледелием и извозом. Школа; 7 водяных и много ветряных мельниц; станция Киево-Ковельской железной дороги.
Во время Великой Отечественной войны в 1943 году с 19 по 26 декабря за станцию Чеповичи шли ожесточённые бои между советским 25-м танковым корпусом и наступавшими на Киев немецкими танками из 1-й танковой дивизии вермахта, 1-й танковой дивизии СС «Лейбштандарт СС Адольф Гитлер» и 291-й пехотной дивизией. В результате героического сопротивления бойцов Красной армии, не позволивших противнику закрепиться на станции, немецкое наступление захлебнулось.
В 1982 году была произведена электрификация переменным током напряжением 25 кВ участка Малин — Чеповичи. В 1983 году ~25 кВ был электрифицирован участок Чеповичи — Коростень.
На территории станции сохранилось историческое каменное здание вокзала, напоминающее небольшой замок.